# Jacksonport (Wisconsin)
Jacksonport es un pueblo ubicado en el condado de Door en el estado estadounidense de Wisconsin. En el Censo de 2010 tenía una población de 705 habitantes y una densidad poblacional de 4,51 personas por km².

## Geografía
Jacksonport se encuentra ubicado en las coordenadas 44°59′9″N 87°10′37″O / 44.98583, -87.17694. Según la Oficina del Censo de los Estados Unidos, Jacksonport tiene una superficie total de 156.43 km², de la cual 74.94 km² corresponden a tierra firme y (52.09%) 81.49 km² es agua.

## Demografía
Según el censo de 2010, había 705 personas residiendo en Jacksonport. La densidad de población era de 4,51 hab./km². De los 705 habitantes, Jacksonport estaba compuesto por el 97.73% blancos, el 0% eran afroamericanos, el 0.14% eran amerindios, el 0% eran asiáticos, el 0.14% eran isleños del Pacífico, el 0.85% eran de otras razas y el 1.13% pertenecían a dos o más razas. Del total de la población el 1.84% eran hispanos o latinos de cualquier raza.